# 2019 w grach komputerowych

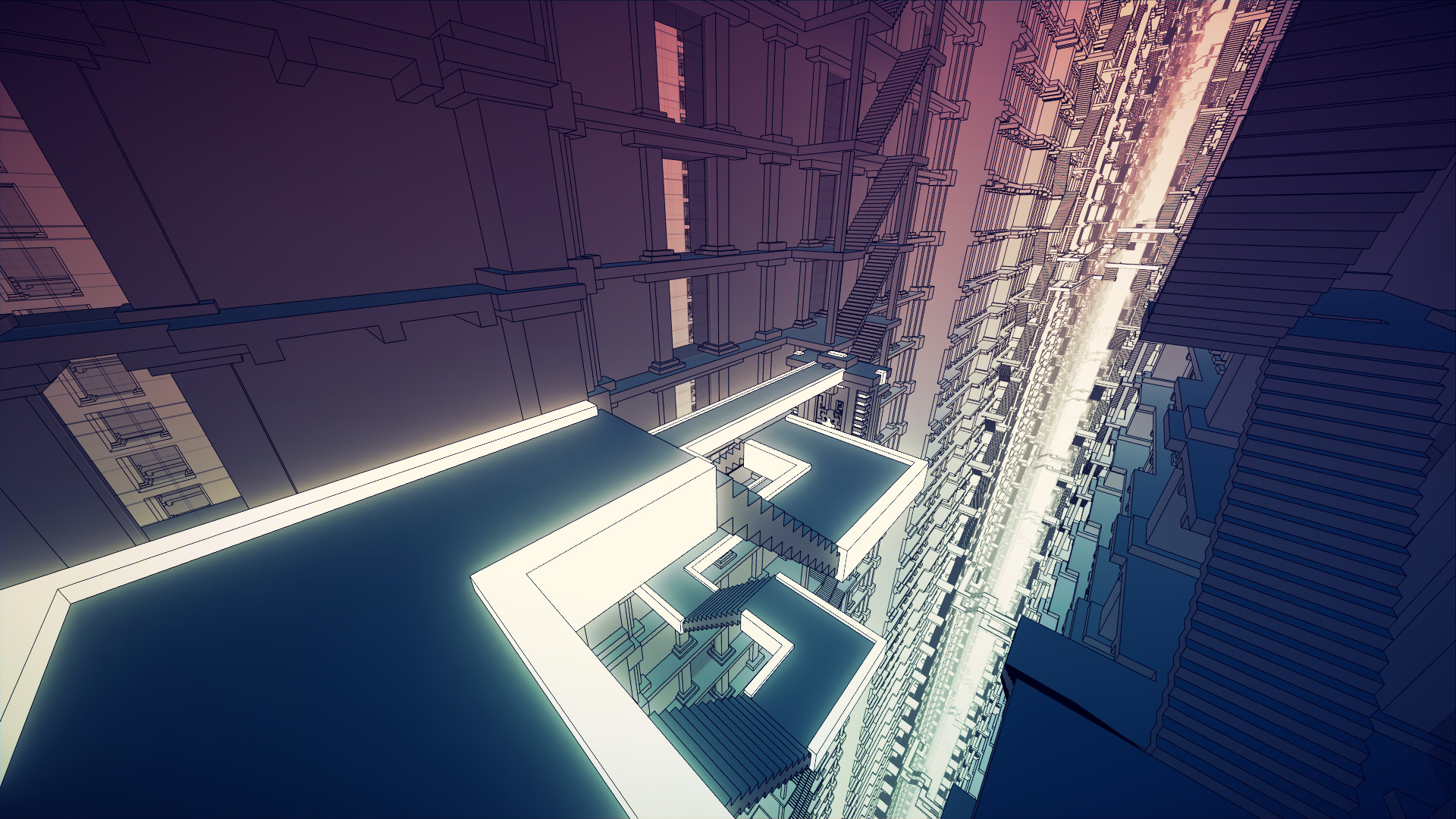
Fragment gry Manifold Garden

| Skróty platform | Skróty platform                                  |
| --------------- | ------------------------------------------------ |
| DC              | Dreamcast                                        |
| Droid           | Android                                          |
| DS              | Nintendo DS                                      |
| GB              | Game Boy                                         |
| GBA             | Game Boy Advance                                 |
| GBC             | Game Boy Color                                   |
| GCN             | GameCube                                         |
| iOS             | iOS                                              |
| Lin             | komputer osobisty z systemem operacyjnym Linux   |
| Mac             | komputer osobisty Mac                            |
| N64             | Nintendo 64                                      |
| NS              | Nintendo Switch                                  |
| PC              | komputer osobisty                                |
| PS1             | PlayStation                                      |
| PS2             | PlayStation 2                                    |
| PS3             | PlayStation 3                                    |
| PS4             | PlayStation 4                                    |
| PS5             | PlayStation 5                                    |
| PSP             | PlayStation Portable                             |
| PSVita          | PlayStation Vita                                 |
| Wii             | Wii                                              |
| WiiU            | Wii U                                            |
| Win             | komputer osobisty z systemem operacyjnym Windows |
| X360            | Xbox 360                                         |
| XONE            | Xbox One                                         |
| Xbox            | Xbox                                             |
| XSX             | Xbox Series                                      |

Artykuł opisuje ważne wydarzenia w 2019 roku w branży gier komputerowych. Zobacz też: historia gier komputerowych.

## Wydarzenia
| Data           | Wydarzenie                                                                              |
| -------------- | --------------------------------------------------------------------------------------- |
| 19 marca       | Google zapowiada powstanie nowej platformy do strumieniowania gier komputerowych Stadia |
| 20–24 sierpnia | Gamescom 2019 w Kolonii                                                                 |
| 12–15 września | Tokyo Game Show w Chiba                                                                 |

## Wydane gry
Lista gier wydanych w 2019 roku.

### Styczeń – marzec
| Miesiąc       | Dzień | Tytuł                       | Platformy     | Źródła |
| ------------- | ----- | --------------------------- | ------------- | ------ |
| S T Y C Z E Ń | 25    | Resident Evil 2             | Win, PS4, XBO | [ 4 ]  |
| S T Y C Z E Ń | 29    | Kingdom Hearts III          | PS4, XBO      | [ 5 ]  |
| L U T Y       | 4     | Apex Legends                | Win, PS4, XBO | [ 6 ]  |
| L U T Y       | 6     | Astroneer                   | Win, XBO      | [ 7 ]  |
| L U T Y       | 15    | Crackdown 3                 | Win, XBO      | [ 8 ]  |
| L U T Y       | 15    | Far Cry New Dawn            | Win, PS4, XBO | [ 9 ]  |
| L U T Y       | 15    | Metro Exodus                | Win, PS4, XBO | [ 10 ] |
| L U T Y       | 22    | Anthem                      | Win, PS4, XBO | [ 11 ] |
| L U T Y       | 26    | Dirt Rally 2.0              | Win, PS4, XBO | [ 12 ] |
| M A R Z E C   | 8     | Devil May Cry 5             | Win, PS4, XBO | [ 13 ] |
| M A R Z E C   | 13    | Baba Is You                 | Win, NS       | [ 14 ] |
| M A R Z E C   | 15    | Tom Clancy’s The Division 2 | Win, PS4, XBO | [ 15 ] |
| M A R Z E C   | 22    | Sekiro: Shadows Die Twice   | Win, PS4, XBO | [ 16 ] |
| M A R Z E C   | 26    | Outward                     | Win, PS4, XBO | [ 17 ] |
| M A R Z E C   | 29    | Tropico 6                   | Win, Mac, Lin | [ 18 ] |

### Kwiecień – czerwiec
| Miesiąc         | Dzień | Tytuł                     | Platformy         | Źródła |
| --------------- | ----- | ------------------------- | ----------------- | ------ |
| K W I E C I E Ń | 16    | Anno 1800                 | Win               | [ 19 ] |
| K W I E C I E Ń | 23    | Mortal Kombat 11          | Win, NS, PS4, XBO | [ 20 ] |
| K W I E C I E Ń | 25    | Imperator: Rome           | Win               | [ 21 ] |
| K W I E C I E Ń | 26    | Days Gone                 | PS4               | [ 22 ] |
| K W I E C I E Ń | 29    | Mordhau                   | Win               | [ 23 ] |
| M A J           | 14    | A Plague Tale: Innocence  | Win, PS4, XBO     | [ 24 ] |
| M A J           | 14    | Rage 2                    | Win, PS4, XBO     | [ 25 ] |
| M A J           | 21    | Dauntless                 | Win, PS4, XBO     | [ 26 ] |
| M A J           | 23    | Total War: Three Kingdoms | Win               | [ 27 ] |
| M A J           | 28    | Layers of Fear 2          | Win, PS4, XBO     | [ 28 ] |
| C Z E R W I E C | 27    | The Sinking City          | Win, PS4, XBO     | [ 29 ] |

### Lipiec – wrzesień
| Miesiąc         | Dzień | Tytuł                               | Platformy         | Źródła |
| --------------- | ----- | ----------------------------------- | ----------------- | ------ |
| L I P I E C     | 26    | Wolfenstein: Youngblood             | Win, NS, PS4, XBO | [ 30 ] |
| L I P I E C     | 30    | Oxygen Not Included                 | Win, Mac, Lin     | [ 31 ] |
| S I E R P I E Ń | 6     | Age of Wonders: Planetfall          | Win, PS4, XBO     | [ 32 ] |
| S I E R P I E Ń | 27    | Control                             | Win, PS4, XBO     | [ 33 ] |
| W R Z E S I E Ń | 3     | Children of Morta                   | Win, Mac          | [ 34 ] |
| W R Z E S I E Ń | 5     | Green Hell                          | Win               | [ 35 ] |
| W R Z E S I E Ń | 10    | EFootball Pro Evolution Soccer 2020 | Win, PS4, XBO     | [ 36 ] |
| W R Z E S I E Ń | 10    | Gears 5                             | Win, XBO          | [ 37 ] |
| W R Z E S I E Ń | 10    | GreedFall                           | Win, PS4, XBO     | [ 38 ] |
| W R Z E S I E Ń | 13    | Borderlands 3                       | Win, PS4, XBO     | [ 39 ] |
| W R Z E S I E Ń | 27    | FIFA 20                             | Win, NS, PS4, XBO | [ 40 ] |

### Październik – grudzień
| Miesiąc               | Dzień | Tytuł                        | Platformy                 | Źródła |  |
| --------------------- | ----- | ---------------------------- | ------------------------- | ------ |  |
| P A Ź D Z I E R N I K | 15    | Disco Elysium                | Win                       | [ 41 ] |  |
| P A Ź D Z I E R N I K | 25    | Call of Duty: Modern Warfare | Win, PS4, XBO             | [ 42 ] |  |
| P A Ź D Z I E R N I K | 25    | The Outer Worlds             | Win, PS4, XBO             | [ 43 ] |  |
| P A Ź D Z I E R N I K | 31    | Luigi’s Mansion 3            | NS                        | [ 44 ] |  |
| L I S T O P A D       | 5     | Just Dance 2020              | Wii, NS, PS4, XBO, Stadia | [ 45 ] |  |
| L I S T O P A D       | 5     | Planet Zoo                   | Win                       | [ 46 ] |  |
| L I S T O P A D       | 5     | Red Dead Redemption 2        | Win                       | [ 47 ] |  |
| L I S T O P A D       | 8     | Death Stranding              | PS4                       | [ 48 ] |  |
| L I S T O P A D       | 8     | Need for Speed Heat          | Win, PS4, XBO             | [ 49 ] |  |
| L I S T O P A D       | 15    | Star Wars Jedi: Upadły zakon | Win, PS4, XBO             | [ 50 ] |  |
| L I S T O P A D       | 15    | Terminator: Resistance       | Win, PS4, XBO             | [ 51 ] |  |
| G R U D Z I E Ń       | 3     | Phoenix Point                | Win, Mac                  | [ 52 ] |  |
| G R U D Z I E Ń       | 3     | Tools Up!                    | Win, NS, PS4, XBO         | [ 53 ] |  |
| G R U D Z I E Ń       | 5     | Darksiders Genesis           | Win, Stadia               | [ 54 ] |  |